# Nickelodeon
Nickelodeon er en tv-kanal, der sender både tegnefilm og spilleserier.
Der findes også en "NickelodeonHD", som sender Nickelodeon i bedre billedkvalitet. Nickelodeon for mindre børn går under navnet, "NickJr." Det sendes tidligt om morgenen. Resten af dagen sendes "TEENick". Dan Schneider har bidraget til/lavet nogle af programmerne der sendes på Nickelodeon (TEENick). Der er også to næsten nye programmer/serier How to rock og Sam & Cat. Kanalen blev oprindeligt først kalte som Pinwheel den 1. december 1977. men blev ændret til Nickelodeon den 1. april 1979.
- Nickelodeon
- Nick@nite
- TeenNick
- Nick Jr.
- NickMusic
- Nicktoons

## Programmer
- Game Shakers
- Familien Thunderman
- Hunters Hemmelighed
- Drake & Josh
- Planet Sheen
- Koslænget
- Ni Hao Kai Lan
- Ned's
- Huset Anubis
- Victorious
- Avatar: Den sidste luftbetvinger
- Legenden om Korra
- Big Time Rush
- Svampebob Firkant
- Dora Udforskeren
- iCarly
- Fanboy & Chum Chum
- Wingin' it
- Pingvinerne fra Madagascar
- Umizoomi
- De Fantastiske Fehoveder
- Danny Genfærd
- Supertrioen - Wonderpets
- Pim & Pom
- Blås gåde
- Invisible networksof kids
- Wayside
- Gironimo Stilton
- Winx Club
- Rorri Racerbil
- Mighty B
- Postmand Per
- Det lille kongerige
- Kom så Diego!
- Backyardigans
- B.F.F.
- Rockos nye liv
- True Jackson, VP
- Specialtroppen
- Miffy og hendes venner
- Lille Bill
- League of Super Evil
- Bubble Gruppies
- Niels Neutron - Vidunderbarnet
- Pop Pixie
- Hotel 13
- Bella and the Bulldogs
- Henry Danger
- make it pop
- Rolinger
- Sam og Cat
- Højs hus

| Fjernsyn | Spire Denne artikel om en tv-kanal er en spire som bør udbygges. Du er velkommen til at hjælpe Wikipedia ved at udvide den. |